# Grewia occidentalis
Grewia occidentalis även känd som korsgrewia är en malvaväxtart som beskrevs av Carl von Linné. Grewia occidentalis ingår i släktet Grewia och familjen malvaväxter. Utöver nominatformen finns också underarten G. o. litoralis.

## Bildgalleri

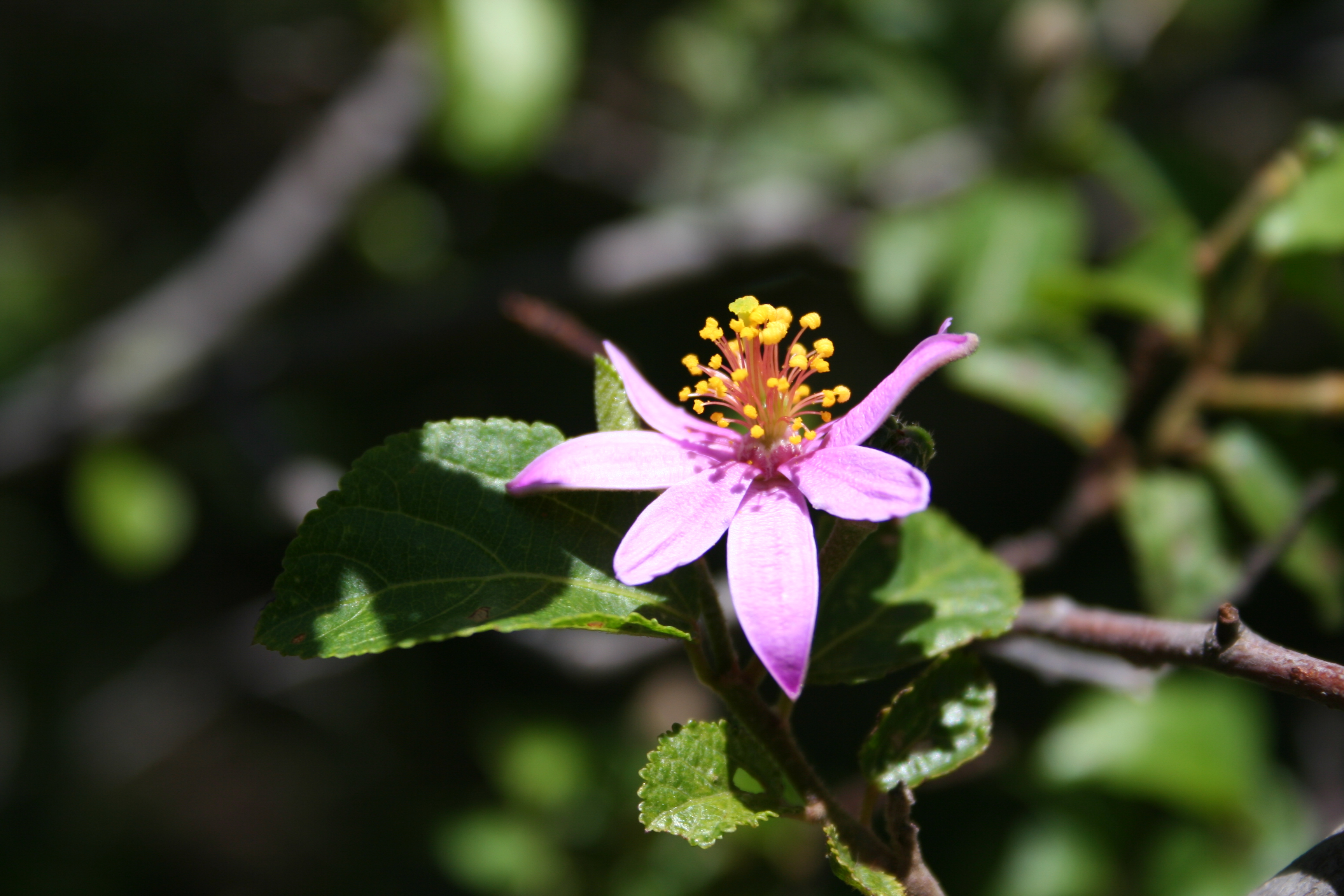
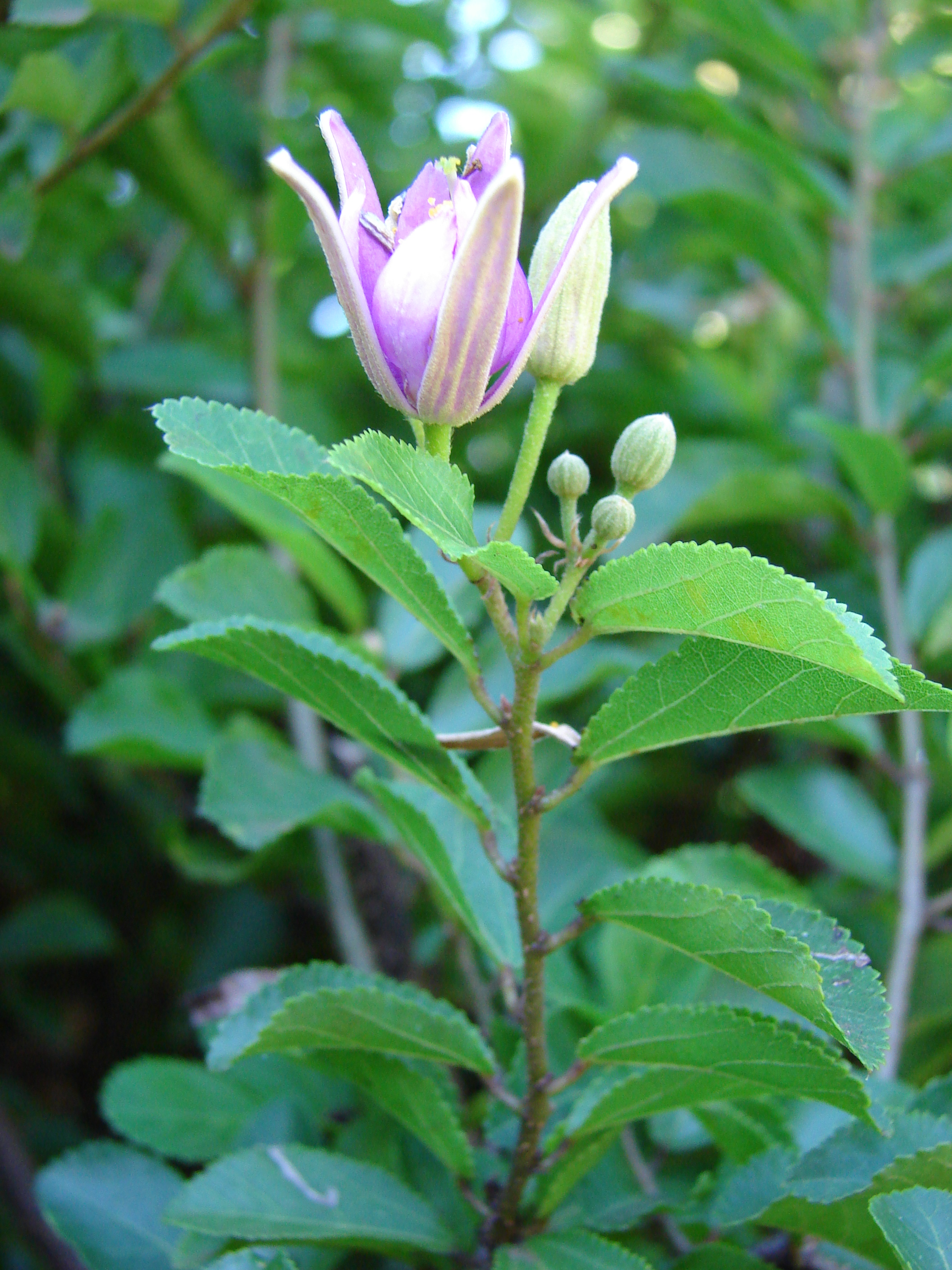
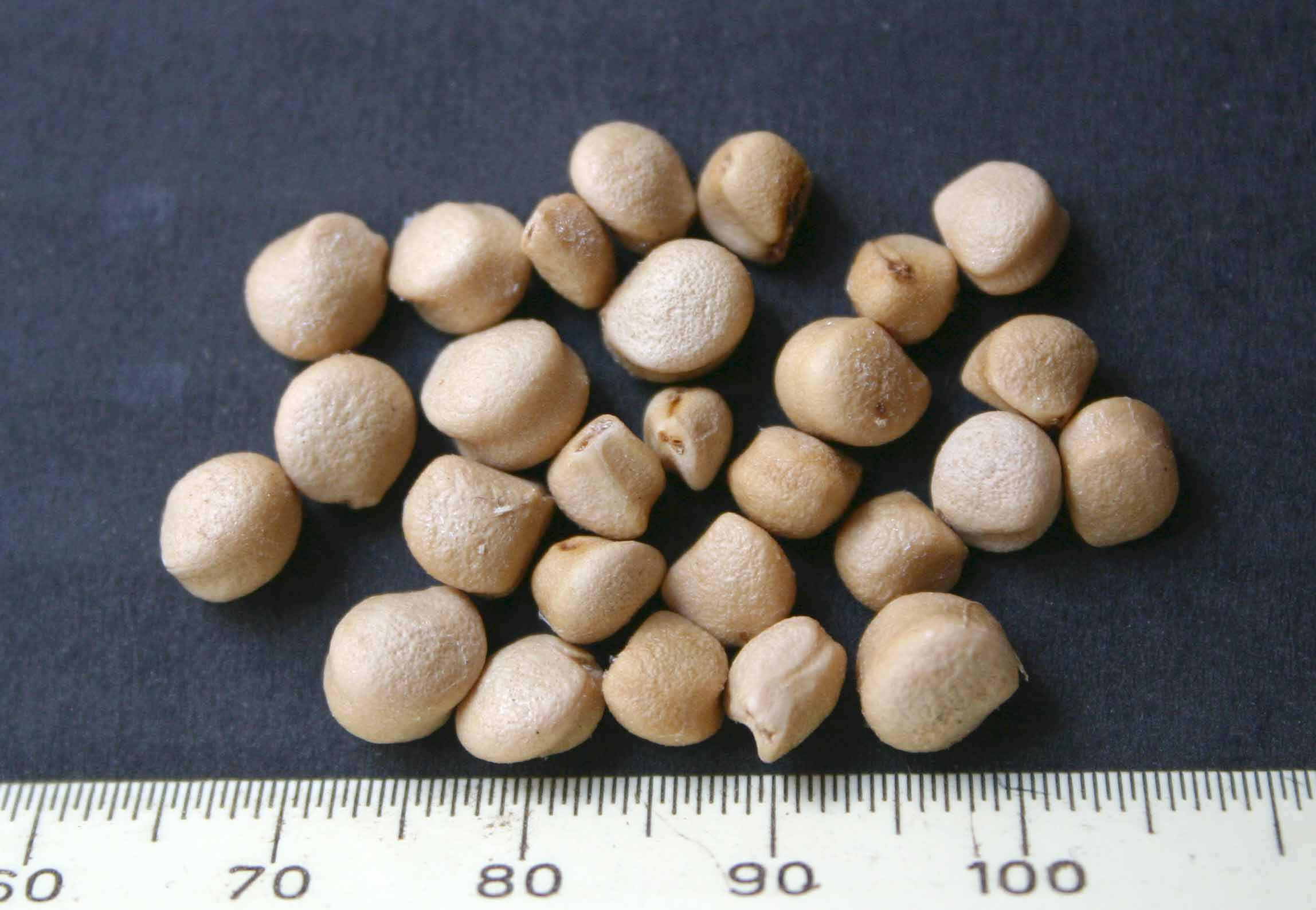